# Otterlo
Otterlo este un mic sat din provincia Gelderland în Țările de Jos